# ARENA (東芝)

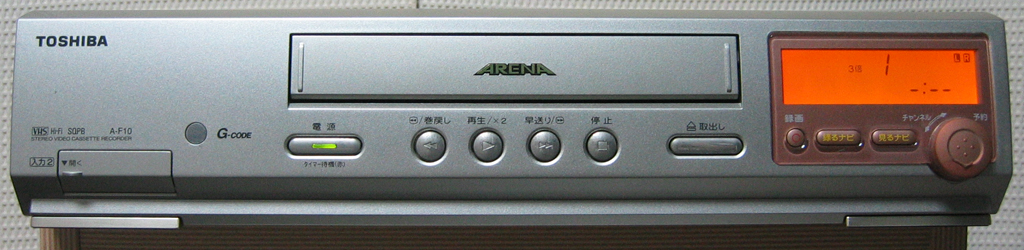
ARENA

ARENA（アリーナ）とはかつて東芝→東芝ビデオプロダクツジャパン→東芝が製造、東芝（現：東芝エルイートレーディング）が販売していたVHSビデオデッキ/8ミリビデオ/テレビデオ（ビデオ機能特化機種）のブランド・名称である。本項では「ARENA VHSビデオデッキ」について述べる。

## 特徴
- デザインにおいて本体正面液晶画面保護のためのプラスチック（クリアブラック）と同じものがテープ挿入口のカバーにも付いているデザインが多い（1997年頃から2002年頃の製品。それ以前それ以降の製品・5倍録画搭載機種・DVDプレーヤー/レコーダー搭載機種・ジョグ付き機種にはない特徴的なデザイン）。現在でも中古店・オークションで流通しているARENAブランドの東芝ビデオデッキはほとんどこのデザインである。また後述のリコール製品もこのデザインであり混乱するほど流通しているタイプである。これはテープのタイトルを確認するなどを目的とした窓である。
- 一般のビデオデッキにおいて通常存在する「3倍録画」と東芝オリジナルの「5倍録画」をつけた製品が存在した。もちろん5倍モード非搭載機種と他社製品（ただし、他社製品でも5倍モード搭載機種は稀にある）では再生できない。メーカーは推奨していないが、5倍モード搭載機種同士であれば他社の機種でも再生できる場合もある。
- ARENAブランドで発売当初はVHS系以外にもBS内蔵8mm（Hi8）ビデオデッキなど、多種多様な商品展開がなされた。当初のCMには、杏里や坂本龍一が出演。（1991年発売のBS ARENA TWINは除く）3次元マジックなる、独自の映像処理技術などが網羅されていた。他にもプリアンプと呼ばれる映像変換回路をシリンダーに内蔵しノイズを低減させるという技術も搭載された。この3次元マジックも含め、ARENAブランド以前から搭載されていたレンタルポジションといった現在でも各メーカー主流の画質自動調整機能を日本で初めて搭載したのは東芝である。なおテープ同士でダビングする際にはそういった切り替えを解除することを推奨していた。8mmに関しては、他社からDV規格の製品が発売されるとほぼ同時に販売終了された。

## リコール
- 2005年11月、ARENA A-B8/A-BT8/A-B88/A-BK80/A-BDN8/A-BY8において発煙・発火の恐れがあるして東芝がリコールを発表した。2008年9月現在でも何度もホームページ等で呼びかけと無料修理・交換に応じている。

## デザイン
- ARENA発売（1990〜1992年）
  - カラー：グレー、ゴールド、アルミシルバー
  - 特徴：初代機A-E52と3次元高画質版のA-L72、E52のBS付き版のA-BS62、その普及版の非S-VHSであるA-BS33、A-BS34、L72のBS付き版A-BS73
  - BSと二画面機能付きA-BS75、BSと3次元高画質機能付きA-BS76、BS付きツインカセット連続録画のA-BS84TC、Hi8のE-800BS
  - BS33以外は中央部からトレイが出てきて、ビデオカセットを置いてローディングする凝ったメカニズムになっている。
- 東芝製造時代〜東芝ビデオプロダクツジャパン製造移行時代（〜1995年）
  - カラー：グレー、ゴールド、黒
- 初期型からトレイ、音声レベルメーター等のバブル時代を象徴する贅沢を廃止し、価格を引き下げた機種。Gコード対応となり、テレビ画面にステータス表示ができる。
- 普及VHSのA-F26、F28(SQPB付)、CATV加入者向けBSなしのA-S48C、BS付きのA-BS37、そのS-VHS版のA-BS57、前面フル扉付きの3次元高画質のA-BS79、Hi8のE-700BS
- この次の世代はプリアンプ内蔵シリンダーとなり、ロゴマークの変更、表示文字の大型化、再生動作がバー表示になる。
- 普及版のA-F1、それのBS付きA-BF1、3次元高画質のA-BS1、BS3、BS6等、低価格版のA-J1、J2G(Gコード)、モノラル版のA-M1にもARENAロゴが付く。
- 東芝ビデオプロダクツジャパン製造完全移行時代（1996〜1999年）
  - カラー：黒・灰色・ゴールド
  - 特徴：カセット挿入口に新たにテープを入れた後もタイトルを確認できる「カセットアイ」が付いた。
- リチウムコイン電池が内蔵されるようになり、常に現在時刻を刻めるようになり東芝製VTRとしては初となる停電補償機能にもなった。
- 東芝ビデオプロダクツジャパン製造末期（2000〜2002年）
  - カラー：灰色（+ブルー+オレンジ）
  - 特徴：本体液晶画面が右端になった（でか窓LLサイズディスプレイ）。BS内蔵タイプの本体液晶画面の枠はブルー、非BS内蔵タイプはオレンジである（一部例外）。
- 東芝製造再開時代〜ビデオデッキ事業撤退時代（2003〜200?年）
  - カラー：灰色・ゴールド
  - 特徴：ほとんどのモデルがジョグ/シャトルを装備。

## 主な機種
第1期
- A-E52 レンタルポジションとセンタートレイローディング搭載のS-VHSデッキ。12万円。

電源ボタンは右扉内にあり、扉を閉めるとトレイの開閉ボタンだけのシンプルなデザインとなる。
アメリカ仕様はARENAではなく、同社の過去の最高級機であるDIOMAGEというロゴが付けられていた。
- A-L72 E52に三次元デジタルフィルターを搭載した機種。フロントパネルがアルミ製となり、定価17万円。
- A-R32 普及HiFI VHS機。アリーナの名は付かない。
- A-D12 モノラル機。アリーナの名は付かない。

第2期
- A-BS62 E52をベースに植毛塗装を施してBSチューナーを内蔵した機種。15万3000円。

この機種の表示窓はグリーン系である（第1期のはアンバー系）。
- A-BS33 ARENAブランドの付かない普及機であるA-R32をベースに、艶消し塗装とBSチューナーを搭載し

編集端子を省いた普及版VHS機。アリーナシリーズ唯一の左側トレイローディング。11万円。
- A-BS73 BS62に新三次元フィルターを搭載したフラッグシップモデル。17万3000円。

第3期
- A-BS34 本体表示部のパネルが倒れてトレイが出てくるデザインに変更。

メカ部分が低くなり、底面の基板がメカ上部に移動して実現。11万円のBS VHS機種。
- A-BS64 BS34にAVセレクター（通称：スタージャックセレクター）を搭載してS-VHS化。15万円。
- A-BS84TC 世界初のテープチェンジャー搭載BS S-VHS。テープ2本に予約振り分け、連続録画、

タイマー待機中の再生などが可能になった。17万3000円。
- E-800BS VHS-Cカメラを扱ってた東芝が発売したHi8機。3次元+マルチPCM音声はこの機種唯一の機能となる。BS対応で19万8000円。

第4期
- A-BS75 BS64に二画面機能を搭載し、デザインを角ばらせた機種。17万円。杏里が宣伝する最後の機種。
- A-BS76 BS75から二画面とセレクターを外し、新開発の3次元デジタルクリアを搭載[1]。15万円[2]。
- A-F26 音声メーター、トレイローディングを外して低価格を狙った普及機種のVHS HiFi機。

デッキのメカニズムも新開発されており、同社のテレビデオKIssにも使われる。
- A-E52C E52のマイナーチェンジモデル、CATV対応。

第5期
ここから音声メーターは一旦絶滅する。
- A-BS37 F26にBSチューナーとGコードリモコンを搭載した機種。
- A-BS57 BS37にS-VHSを搭載、デザイン変更。BS64のトレイ+セレクターより見劣りするので、型番の数字が後退。
- E-700BS E-800BSからトレイ、3次元、PCXを省いて低価格にしたHi8機。

第6期
- A-S48C 長らく生産されたE52の後継機種。BS57のBS無しで黒色。
- A-F28　F26にSQPB機能を追加した商品。
- A-D18 モノラル機なのでアリーナの名前は付かない。
- A-BS79　アリーナシリーズ唯一の全面扉を採用した、BS57に3次元クリアを搭載した上位機種。

第7期
広告と箱のロゴマーク変更、CMキャラクターを一色に変更。再生マークはなく、前面パネルの横棒五本で動作を示す。
- A-BF1 新開発メカ搭載、録画時に赤、再生時に緑に光るリング状の操作スイッチ、新型リモコン搭載の機種。BS BHS機。
- A-F1 BF1からサイドパネルとBSを省いた機種。
- A-J1 コンパクトボディのHiFiVHS機。モニター画面で予約する簡易リモコン採用。
- A-M1 アリーナ史上初のモノラル機。この時点で東芝製ビデオはすべてアリーナとなる。
- A-BS1 BF1のデザインを変更し、高級感のある扉付きに変更したS-VHS機。グレー色。

第8期
- A-J2G 画面にGコード文字を出して予約するコンパクトVHS HiFi機。
- A-BF3 薄型デザインのA-F1後継機。ツートンカラー。
- A-BX3 BS1に装飾パネルを貼ったデザイン、三次元デジタルのノイズ除去機能に絞り、低価格化。
- A-BS3 BX3をゴールドカラーにし、三次元デジタルのフルスペックを搭載[3]。
- A-F40G1 HDD（40GB）内蔵モデル。
- A-HD2000 BSデジタルハイビジョン対応モデル。